# 867-5309/Jenny
"867-5309/Jenny" är en låt av den amerikanska power pop-/rockgruppen Tommy Tutone, utgiven som singel 1981. Låten blev populär och hamnade som högst på fjärde plats på Billboard Hot 100 i maj 1982.